# عبد الله الأول المسيلي
عبد الله بن محمد المسيلي (بالفرنسية: Abdallah I)‏ سلطان جزيرة هنزوان ووالي مدينة موتسامودو ووزير في عهد السلطان أحمد بن صالح آل الشيخ أبي بكر. كانت للسلطنة في عهده علاقات كثيرة مع دول خارجية مثل بريطانيا التي قدمت له مساعدات مختلفة لحماية عرشه في جزيرة هنزوان ولكنه خلع من عرشه بواسطة زوج ابنته الأمير علوي الأول الشيرازي.

## نسبه
عبد الله بن محمد بن عبد الله بن علوي بن عبد الله بن علوي بن أبي بكر بن علي بن أحمد بن عبد الله المسيلي بن محمد بن علوي الشيبة بن عبد الله بن علي بن عبد الله باعلوي بن علوي الغيور بن الفقيه المقدم محمد بن علي بن محمد صاحب مرباط بن علي خالع قسم بن علوي بن محمد بن علوي بن عبيد الله بن أحمد المهاجر بن عيسى بن محمد النقيب بن علي العريضي بن جعفر الصادق بن محمد الباقر بن علي زين العابدين بن الحسين السبط بن علي بن أبي طالب، وعلي زوج فاطمة بنت محمد ﷺ.
فهو الحفيد 32 لرسول الله محمد ﷺ في سلسلة نسبه.

## مولده ونشأته
ولد في موتسامودو بجزيرة هنزوان، ووالدته رقية بنت علوي بن حسين الأهدل.

## حياته السياسية
وبعد وفاة السلطان أحمد بن صالح آل الشيخ أبي بكر عام 1782 ما خلفه ابن من صلبه لأن نجله وولي عهده الأمير سالم مات قبله. فاتفق أهالي جزيرة هنزوان على تنصيب وزيره ووالي مدينة موتسامودو عبد الله الأول المسيلي ملكًا لجزيرة هنزوان. وقام عبد الله الأول بتحويل مقر عاصمة السلطنة من دموني إلى موتسامودو ونقل إليها كل ما يتعلق بالسلطنة من متاع وأثاث كالمنبر وغيره.
وفي أيام عهده كانت قبيلة بيتسيميساراكا الملقاشية تغزو جزيرة هنزوان بالتحديد شرروني في منطقة نيوماكيلي أكبر منطقة بالجزيرة بالإضافة إلى مناطق أخرى مثل بموني ودموني حيث كانت تلك القبيلة تقتل مقيمي تلك المناطق وتأخذ بعضهم أسرى لتحملهم إلى مدغشقر. فقام على إثر ذلك ببناء سور كبير حول مدينة موتسامودو، وشرع في بناء قلعة على مشارف العاصمة استغرق بناؤها زهاء أربع سنوات وتم الانتهاء منها عام 1786 ووصفت القلعة بأنها فريدة من نوعها على هذه المنطقة بحوض المحيط الهندي.
ووصل الغزو الملقاشي إلى مدينة موتسامودو وكان أهالي المدينة يردونهم في كل مرة واستمر الأمر على ذلك إلى أن سافر عبد الله الأول إلى بومباي في الهند بغرض التماس تدخل الحكومة البريطانية لإيقاف تلك الغزوات، ثم عاد إلى وطنه على متن سفينة انجليزية تحمل اسم Osser بعثتها الحكومة الهندية ومهمتها إصلاح الأمور قدر الإمكان. ولما كانت العلاقات بينه وبين بريطانيا ممتازة حصل عبد الله الأول منها على معظم المساعدات المالية والعسكرية في تحصين بلاده بل نجد حكومة بريطانيا في عام 1787 بقيادة جورج الثالث ترغم مملكة هوفا بمدغشقر على توقيع معاهدة تنص على عدم قيام مدغشقر بأي عمل عدواني على هنزوان. كما تلقى مساعدات عسكرية من مسؤولين فرنسيين في عام 1794 تقريبا.
ثم سافر إلى الحجاز لأداء فريضة الحج عام 1787 بعد استتابة الأمن في دولته وسلامة مواطنيه من وحشية غارات قبائل مدغشقر. وأثناء إقامته بمكة توفي ابنه وولي عهده الأمير محمد، فعاد إلى وطنه، وكان حزينًا جدًا لموته مما سبب له التنازل عن العرش رغبة منه في تسليم السلطة لحفيدته حليمة بنت محمد والتي حكمت الجزيرة من عام 1788 إلى عام وفاتها 1792، وبعد وفاتها عاد عبد الله الأول إلى العرش مرة ثانية.
وفي عام 1796 سافر إلى الهند ليجدد علاقاته مع حكومة الهند، وفي طريق عودته قصد أرض أجداده حضرموت ومرّ بمدينة عدن وفي نفس الطريق مرّ على لامو وبتّه في كينيا حيث اشترى بضائع مختلفة ويحتمل أن هذه الجزيرة الأخيرة بتّه هي التي تلقى بها نبأ انتزاعه من العرش الملكي من قبل والي مدينة موتسامودو وزوج ابنته السلطان علوي بن حسين الشيرازي.

## ذريته
تزوج عبد الله الأول ست زوجات وأنجب ستة عشر ابنًا وثلاث عشرة بنتًا، فأما أبناؤه: حسين، وموكو، وأبو بكر، ومحمد الكبير، وعمر، وعلي، وعثمان، ومحمد الصغير، وزبير، ومحمد الأصغر، وعباس، وعبد الرحمن، وخالد، وعلوي، وحمزة، وحسن. وأما بناته: أم غانية، وأم النوعة، وزباد، وأم الدار، ورقية الكبرى، وأم الشيمة، وأم بؤبؤ، ورقية الصغرى، ولآلي، ونونية، ونمص، وشريفة، وخديجة وذريته منتشرة إلى اليوم في أنحاء جزر القمر.

## وفاته
توفي في مدينة موتسامودو ودفن فيها في عهد حكم السلطان علوي الأول لجزيرة هنزوان.

### استشهادات
1. ↑  بلفقيه، علوي بن محمد (1994). من أعقاب البضعة المحمدية الطاهرة. تريم، اليمن: دار المهاجر. ج. الثاني. ص. 582.
2. ↑  "Ujumbe Palace". World Monuments Fund. 2017. مؤرشف من الأصل في 2023-04-27.
3. ↑  المعلم، هاشم بن محمد (2001). البدر المنير في ذكر قبائل وسيرة آل بني علوي في جزر القمر. الهند. ص. 25.{{استشهاد بكتاب}}:  صيانة الاستشهاد: مكان بدون ناشر (link)